# 张学理
张学理（1924年10月—2020年5月6日），字席珍，男，湖南零陵人，中国教育家、诗词家，杭州市政协原副主席。

## 生平
1948年11月加入中国共产党，1949年7月参加革命工作。历任杭州树范中学政治教员、副校长，杭州市团委党工科、中共杭州市委组织部干事，民盟杭州市委会副主委（1961年10月－1985年5月），杭州女子中学校长（1953年8月－1965年12月），杭州第四中学校长，杭州第十一中学副校长，杭州一中校长，杭州市副市长，中共杭州市委统战部部长，杭州市政协副主席（1981年12月－1992年5月）等职。1994年7月离休。曾任中华诗词学会理事、浙江省诗词学会副会长。著有《蹄痕吟集》《蹄痕吟集续编》等。
2020年5月6日在杭州逝世。